# 오카와역
오카와역(일본어: 大川駅, おおかわえき)은 일본 가나가와현 가와사키시 가와사키구에 있는, 동일본 여객철도와 일본화물철도의 철도역이다. 쓰루미 선 오카와 지선의 시종착역이다.
여객 열차는 출퇴근 시간대에만 운행하고 있다. 2009년 3월 14일 시각표 개정 이후 평일에는 하루 왕복 9편, 주말과 휴일에는 하루 왕복 3편이 운행되고 있다.

## 역 구조
단식 1면 1선 구조의 지상역이다. 역사와 승강장은 선로 서쪽에 놓여 있다. 무인역이며, 간이 개찰기에서 스이카 및 제휴 교통카드의 사용이 가능하다.

## 화물 영업
일본화물철도가 임시 화물 처리를 맡고 있다. 2008년 3월 15일 시각표 개정 이후 정기 화물 열차들은 폐지되었다.

## 역세권 정보
- 쓰루미 본선 무사시시라이시역 - 걸어서 10분 거리에 있다.
- 닛신 제분
- 미쓰비시 화공기 본사옥

## 역사
- 1926년 3월 10일 - 쓰루미 임항철도의 화물역으로 개업하였다.
- 1930년 10월 28일 - 여객 영업을 개시하였다.
- 1943년 7월 1일 - 국유화에 따라 일본국유철도의 소속이 되었다.
- 1987년 4월 1일 - 민영화에 따라 동일본 여객철도와 일본화물철도의 소속이 되었다.
- 2002년 3월 22일 - 스이카의 사용이 가능해졌다.

## 인접역
| 동일본 여객철도 쓰루미 선 오카와 지선 | 동일본 여객철도 쓰루미 선 오카와 지선 | 동일본 여객철도 쓰루미 선 오카와 지선 |
| ------------------------------------- | ------------------------------------- | ------------------------------------- |
| JI 05 안젠 쓰루미 방면                | 쓰루미 선 오카와 지선                 | 시·종착역                             |